# Homefront: The Revolution
Homefront: The Revolution is een first-person shooter ontwikkeld door Deep Silver Dambuster Studios. Het spel werd uitgegeven door Deep Silver en kwam op 20 mei 2016 uit voor Linux, OS X, PlayStation 4, Windows en Xbox One.

## Ontwikkeling
Nadat Homefront in juni 2011 was uitgekomen, werd de ontwikkelaar van het spel, Kaos Studios, door THQ gesloten. In september van dat jaar kondigde Crytek aan dat er een vervolg van Homefront in ontwikkeling was bij Crytek UK. Deep Silver zou samen met Crytek het spel uitgeven. Nadat in juli 2014 Crytek UK werd gesloten door Crytek, werden de rechten van Homefront verkocht aan Koch Media (moederbedrijf van Deep Silver) en werd de productie verplaatst naar de nieuwe ontwikkelstudio van Deep Silver, Deep Silver Dambuster Studios.